# میخارس
میخارس دهستانی در استان آبیلای اسپانیا است.
در این دهستان ۹۳۳ نفر زندگی می‌کنند. مساحت این دهستان ۴۷٫۰۸ کیلومتر مربع است.